# Utopia (Onlinehandelsplatz)
Utopia war eine als Hidden Service im Tor-Netzwerk ausgeführte E-Commerce-Plattform. Utopia ist der Nachfolger des am 24. Dezember 2003 geschlossenen Black Market Reloaded (BMR). Er wurde mit Unterstützung des BMR-Betreibers, der unter dem Pseudonym „Blackopy“ bekannt war, von ehemaligen Verkäufern des BMR als Darknet-Markt erstellt und programmiert. Dabei war der Herstellungsprozess ungewöhnlich transparent und konnte über das Forum des Black Market Reloaded, später über ein eigenes Board, verfolgt werden. Utopia war einer der am meisten erwarteten Inhalte im Deep Web.
Utopia war nur wenige Tage online, bis die Behörden unter niederländischer Federführung den Marktplatz schlossen.

## Methodik
Der Marktplatz akzeptierte ausschließlich die pseudoanonyme Internetwährung Bitcoin. Außerdem wurde zum Zwecke der Verschleierung des Ursprungs ein „Bitcoin Mixer“ eingebaut, über welchen den Bitcoins neu verteilt wurden und die Ermittlung der Herkunft schwieriger machen sollte. Wie üblich war ein Treuhandsystem eingerichtet, was die Betrugsgefahr minimieren sollte.
Das Anonymisierungsnetzwerk Tor sollte dabei vor der Verfolgung durch Ermittlungsbehörden schützen.

## Produkte und Reichweite
Hauptbestandteil des Angebotes waren Drogen, wie Heroin, Cannabinoide und MDMA sowie Medikamente. Aber auch Waffen, Sprengstoffe und Anleitungsbücher fand man im Markt. Ein Server befand sich in Deutschland.

## Verhaftung und Beschlagnahme
Nach Angabe der niederländischen Staatsanwaltschaft hatten die Ermittlungen Anfang 2013 begonnen. Verdeckte Ermittler hatten unter anderem Waffen und Drogen erworben, darunter mehrere tausend Ecstasy-Pillen und Dutzende Gramm Kokain. Dabei verblüffte die Ermittler der Mitteilung zufolge, dass ihnen auch eine Anzahlung für einen Mordauftrag angeboten worden war.
Die Verhaftung und Beschlagnahme ging unter mysteriösen Umständen vor sich. Nicht nur die Geschwindigkeit, mit der die Betreiber festgenommen und der Strafverfolgung zugeführt wurden, überraschte dabei. Es wurden fünf Menschen in verschiedenen Staaten festgenommen, unter anderem ein 21-jähriger Deutscher aus Bad Nauheim, ihm werden gewerbsmäßiger Computerbetrug, die Mitgliedschaft in einer kriminellen Vereinigung sowie der Verstoß gegen das Betäubungsmittelgesetz vorgeworfen. Vier der fünf Festgenommenen waren Niederländer, einer davon war bereits inhaftiert und musste sich für Utopia verantworten.